# Cabinet Wirth I
République de Weimar
Fehrenbach Wirth II
Le premier cabinet Wirth, du nom du chancelier allemand Joseph Wirth, est en fonction du 10 mai 1921 au 25 octobre 1921.

## Composition
| Portefeuille                                                                                                   | Titulaire | Titulaire                                 | Parti   |
| --- | --------- | ----------------------------------------- | ------- |
| Chancelier du Reich Ministre des Affaires étrangères (jusqu'au 23/05/1921) Ministre des Finances (par intérim) |           | Joseph Wirth                              | Zentrum |
| Vice-chancelier Ministre du Trésor                                                                             |           | Gustav Bauer                              | SPD     |
| Ministre des Affaires étrangères                                                                               |           | Friedrich Rosen (à partir du 23/05/1921)  | Indép.  |
| Ministre de l'Intérieur                                                                                        |           | Georg Gradnauer                           | SPD     |
| Ministre de l'Économie                                                                                         |           | Robert Schmidt                            | SPD     |
| Ministre du Travail                                                                                            |           | Heinrich Brauns                           | Zentrum |
| Ministre de la Défense                                                                                         |           | Otto Gessler                              | DDP     |
| Ministre de la Justice                                                                                         |           | Eugen Schiffer                            | DDP     |
| Ministre de l'Alimentation et de l'Agriculture                                                                 |           | Andreas Hermes                            | Zentrum |
| Ministre de la Reconstruction                                                                                  |           | Walther Rathenau (à partir du 30/05/1921) | DDP     |
| Ministre des Postes                                                                                            |           | Johannes Giesberts                        | Zentrum |
| Ministre des Transports                                                                                        |           | Wilhelm Groener                           | Indép.  |